# Martin Helme
Martin Helme (ur. 24 kwietnia 1976 w Tallinnie) – estoński polityk, deputowany, w latach 2019–2021 minister finansów, od 2020 przewodniczący Estońskiej Konserwatywnej Partii Ludowej (EKRE).

## Życiorys
W 1995 ukończył szkołę średnią w Tallinnie, a w 2000 historię na Uniwersytecie w Tartu. Pracował m.in. jako urzędnik w resorcie spraw zagranicznych i nauczyciel historii. W latach 2004–2007 był redaktorem wiadomości z zagranicy w portalu informacyjnym Delfi. W 2009 został dyrektorem wydawnictwa Kunst.
W 2003 brał aktywny udział w kampanii przed referendum, optując przeciwko akcesji do UE. W 2006 współtworzył narodową organizację Eesti Rahvuslik Liikumine. W 2012 dołączył do Estońskiej Konserwatywnej Partii Ludowej, którą założył wówczas jego ojciec Mart Helme. Objął w niej funkcję wiceprzewodniczącego. W 2013 wzbudził kontrowersje swoim wywiadem telewizyjnym, w którym opowiadał się przeciwko imigrantom, wyrażając deklarację, że chciałby, by Estonia była „białym krajem”.
W wyborach parlamentarnych w 2015 po raz pierwszy uzyskał mandat posła do Riigikogu. W 2019 i 2023 z powodzeniem ubiegał się o poselską reelekcję. W kwietniu 2019 został ministrem finansów w drugim rządzie Jüriego Ratasa.
W lipcu 2020 zastąpił swojego ojca na funkcji przewodniczącego EKRE. Urząd ministra sprawował do stycznia 2021, jego partia znalazła się następnie w opozycji.